# Alexandru Andriescu
Alexandru Andriescu (n. 12 ianuarie 1926, Gâștești, județul Iași – d. 23 februarie 2014, Iași) a fost un critic, istoric literar și stilistician român.

## Biografie
A fost fiul lui Vasile Andriescu și al Mariei Andriescu (născută Samson), învățători. A absolvit Liceul „Ștefan cel Mare” din Suceava în 1947 și Facultatea de Filologie a Universității din Iași în 1951. A fost profesor la aceeași facultate, al cărei decan a și fost între anii 1985 și 1990, deținând, concomitent, funcția de director al Centrului de Lingvistică, Istorie Literară și Folclor din Iași. Timp de trei ani a fost lector al Universității din Dijon, între 1968-1971.

## Activitatea literară
A colaborat la publicațiile „Cronica” (din a cărei redacție a făcut parte între 1966 și 1988), „Revista de istorie și teorie literară”, „Convorbiri literare”, „Limba română”, „Luceafărul”, „Manuscriptum”, „România literară”, „Timpul” (unde a fost membru în colegiul de redacție) etc. A debutat în 1950 în „lașul nou” cu o recenzie și în revista „Cum vorbim” cu un articol de filologie.
Alexandru Andriescu a publicat, pe lângă numeroase ediții de opere, studii introductive sau postfețe, și cinci volume de studii ce vizează probleme de filologie, stilistică, stil și istorie literară, rod al unei cercetări minuțioase și de durată. Câteva dintre articolele sale pe teme stilistice au fost incluse în bibliografia franceză Essai de bibliographie critique de stylistique française et romane (1955-1960), alcătuită, în 1961, de Helmut Hatzfeld și Yves le Hir. Este coeditor al lucrării Monumenta Linguae Dacoromanorum. Biblia 1688 (volumul Geneza, apărut în 1988, a fost distins cu premiul „Bogdan Petriceicu Hașdeu” al Academiei Române).

## Opera
- Disocieri (1973), a primit Premiul de debut al Uniunii Scriitorilor.
- Relief contemporan (1974);
- Stil și limbaj (1977);
- Limba presei românești în secolul al XIX-lea (1979);
- Limba română literară în texte fundamentale din secolele al XVI-lea și al XVII-lea (1987);
- Studii de filologie și istorie literară (1997);
- Psalmii în literatura română, în Monumenta Linguae Dacoromanorum. Biblia 1688, pars XI, Liber Psalmorum, 2004;
- Gib I. Mihăescu – Opera, ediție critică (2008)
- Din meditațiile Câinelui Jar (2009).

## Legături externe
- Volumul omagial „Alexandru Andriescu-88” – Reportaj Cultural cu Natalia Maxim (9.02.2015), audio